# Vicentino Prestes de Almeida
Vicentino Prestes de Almeida (Chiniquá, Rio Grande do Sul, Brasil) fue un paleontólogo brasileño. Murió el 28 de octubre de 1954, en São Pedro do Sul.

## Biografía
Era agrimensor y se convirtió en un paleontólogo autodidacta. Desde 1925 los paleontólogos ayudado a que llegaron a Santa Maria y São Pedro do Sul.
Muchos de los fósiles recogidos por Vicentino se encuentran ahora en el Museo Júlio de Castilhos, en Porto Alegre.
En su honor Friedrich von Huene nombrado Prestosuchus chiniquensis (Prestes, Chiniquá).
Dio un gran aporte al Geoparque Paleorrota.